# Fernando Gomes de Oliveira
Fernando Gomes Oliveira (Itabuna, 30 de junho de 1939 – Salvador, 24 de julho de 2022) foi um agropecuarista e político brasileiro, tendo sido prefeito de Itabuna por cinco mandatos e deputado federal pela Bahia.

## Biografia

### Primeiros anos
Fernando Gomes nasceu no ano de 1939, no município de Itabuna, sendo irmão dos também políticos Nilton Baiano e de Daniel Gomes Oliveira.
Realizou um curso técnico de contabilidade em sua cidade natal entre os anos de 1961 e 1963 e passou a operar em atividades agropecuárias em suas propriedades no sul e no sudoeste do estado. Foi um dos fundadores do Movimento Democrático Brasileiro (MDB), partido de oposição à ditadura militar brasileira, na cidade de Itabuna.

### Política
Começou sua carreira política no ano de 1973, aos 34 anos, quando foi convidado pelo então prefeito de Itabuna, José Oduque (MDB), para assumir o cargo de Secretário Municipal de Administração, tendo ocupado a função até meados de 1976, quando se desincompatibilizou do cargo para se candidatar à prefeitura do município nas eleições de novembro.
No processo eleitoral venceu o pleito e garantiu a cadeira de prefeito ao MDB, no começo de 1977, exercendo seu primeiro mandato à frente da Prefeitura de Itabuna até 1982.
No ano de 1982, foi eleito deputado federal pelo estado da Bahia assumindo seu primeiro mandato como parlamentar com 78 200 votos. Em 1986, foi reeleito ao cargo após conquistar 61 838 votos, cumprindo o mandato até 1988, quando foi novamente eleito Prefeito de Itabuna, assumindo o cargo em 1989 até 1992.
Em 1994, foi eleito Deputado federal pela terceira vez ao fazer 26 865 votos. Em 1996, filiado ao Partido Trabalhista Brasileiro (PTB) conquistou a prefeitura de Itabuna pela segunda vez com 34 352 votos. Fernando Gomes tentou reeleger-se em 2000 prefeito de Itabuna, mas foi derrotado por Geraldo Simões, do Partido dos Trabalhadores (PT). No ano de 2002, passou por uma nova derrota ao se candidatar como deputado federal, e não conseguiu ser eleito.
Em 2004, filiado ao Partido da Frente Liberal (PFL), foi novamente eleito prefeito de Itabuna com 49 689 votos.  Em 2016, foi novamente eleito prefeito de Itabuna com 34 152 votos, mesmo após ter candidatura deferida por causa da Lei da Ficha Limpa. Após decisão Tribunal Superior Eleitoral (TSE), Gomes foi declarado prefeito. Em 2017, rompeu com o Democratas (DEM) e filiou-se ao Partido Trabalhista Cristão (PTC).
Em seu último mandato (2016–2020), foi o prefeito com maior salário no estado da Bahia, com vencimentos na casa dos 30 000 reais, superando inclusive os vencimentos mensais do então presidente da república, Michel Temer (MDB) que recebia 27 800 reais.
Em suas administrações como prefeito, o município realizou obras como a construção do Ginásio de Esportes - Vila Olímpica, Instituto Municipal de Educação Aziz Maron (IMEAM), viadutos, grupos escolares, Usina Asfáltica de Itabuna, Maternidade da Mãe Pobre, Hospital de Base Luiz Eduardo Magalhães, bem como obras de saneamento, programas sociais na área de educação.

### Pandemia de COVID-19
Em 2020, quando era prefeito de Itabuna, em vídeo polêmico sobre a reabertura do comércio, em meio à pandemia de COVID-19 no Brasil, Fernando disse "morra quem morrer", ao defender reabrir estabelecimentos comercias. A fala do prefeito repercutiu no Brasil e foi criticada. Posteriormente, em nota, Fernando pediu desculpas e disse que "foi mal interpretado", e adiou a reabertura e anunciou toque de recolher.

### Morte
No ano de 2022, devido a complicações de saúde, foi internado no Hospital Aliança em Salvador onde contraiu uma bactéria e passou por uma crise hepática causada por medicamentos usados para amenizar dores na lombar.
O governador da Bahia, Rui Costa (PT) e o prefeito de Itabuna, Augusto Castro (PSD), decretaram luto de três dias na Bahia e em Itabuna respectivamente.